# Milivoj Dežman
Milivoj Dežman (Zágráb, 1873. augusztus 30. – Zágráb, 1940. június 24.) horvát irodalomkritikus, író, újságíró és orvos volt.

## Élete és pályafutása
Apja, Ivan Dežman is orvos és író volt. A gimnáziumot 1891-ben Zágrábban végezte, 1891–97-ben Bécsben és Prágában folytatott orvostudományi tanulmányokat. Eleinte a zágrábi Irgalmas Nővérek Kórházának orvosa volt, majd a tüdőbetegségek specialistájaként a Brestovacnak, a Zágráb melletti Sljemenben található tuberkulóziskezelő központnak egyik alapítója, 1908 és 1920 között pedig vezetője is volt. 1920-ban a tartományi kormány szociálpolitikai osztályának vezetője, a szociálpolitikai minisztérium vezetője, 1921-től az igazgatóság tagja, 1926–1934-ben. a „Tipografija” grafikai és kiadói intézet igazgatója. 1898-ban Bécsben elindította a „Mladost” horvát modernista irodalmi folyóiratot, majd a legjelentősebb modernista folyóiratoknak, a „Hrvatski salon” (1898) és a Život (1900-01) folyóiratok szerkesztője és munkatársa volt. 1903-ban Ksaver Šandor Gjalskival a „Vienac” folyóiratot szerkesztette. Szerkesztőként (1906–14) és az „Obzor” folyóirat munkatársaként hozzájárult a lap magas szakmai színvonalához. 1900-ban a Horvát Írószövetség egyik alapítója volt. A két háború között több évig a Jugoszláv Újságíró Szövetség elnöke, a Horvát Írószövetség elnöke és a PEN klub tagja.

## Irodalmi tevékenysége
Irodalmi tevékenységét kritikával és modernista programok írásával kezdte. Már 1888/89-ben jelentkezett a gimnáziumi almanachban „Domovina” című versével, kritikákkal és cikkekkel. Első elemző szövegét 1897-ben a horvát irodalom lehetőségeiről a prágai „Hrvatska Misli”ben jelentette meg. A modern kor kritikájának egyik úttörőjeként számos irodalmi és színházi előadást, valamint eredeti novellát és színdarabot publikált a Vienacban, a Nadában, az Agramer Tagblattban, az Obzorban, a Mladostban, a Savremenikben, a Životban, a Ljetopis JAZU-ban és más folyóiratokban.  Többnyire Ivanov álnéven írt, de néha más neveket is használt. A fiatalok ideológusaként, olyan programokat írt, amelyekben szembeszállt az irodalom hagyományőrzőivel, azt tartva, hogy az íróknak ki kell fejezniük egyéniségüket és harcolniuk kell az alkotói szabadságért.  Karikatúrájával (Protiv struje) saját elméleti elképzeléseit próbálta megvalósítani az irodalomban. A modern individualizmus gondolatával átitatott színműveket is írt. „Svršetak” című művét 1897-ben, a boszniai történelmi legenda alapján írt „Kneginja Jelenát” pedig 1901-ben mutatták be Zágrábban. Ugyanebben az évben vitte színre August Šenoa „Zlatarovo zlato” című művét is.
1906-től abbahagyta az irodalmi tevékenységet, és főként újságírással foglalkozott, mellyel Josip Juraj Strossmayer politikai eszméit képviselte. 1918-ban részt vett a Nemzeti Tanács munkájában, és Ivan Lorkovićcsal megalapította a Horvát Közösséget. A szeptember 6-i diktatúra bevezetése után alkotmánytervezetet és memorandumokat írt (a legfontosabbakat 1934-ban) a diktatórikus rezsim ellen. Politikai cikkeket és beszédeket publikált a Pokret, a Hrvatska misao, az Obzor, a Nova Europa, a Hrvat, a Jutarnji list, a Večera, a Svijet, a Samouprava és más folyóiratokban). Az újságírók szervezetében is tevékenykedett, például ő kezdeményezte az Újságírók Házának építését. Rendszeresen publikált szakmai és népszerű orvosi cikkeket, különösen a szájszárazság kezelésével és megelőzésével kapcsolatban a Liečnički viestnikben, az Arstherapyban, valamint más orvosi újságokban és brosúrákban.

## Emlékezete
N. Škrabe és A. Dedić „Lady Šram” című musicaljét, amelyet 1991-ben mutattak be Zágrábban, Dežman érzelmes kapcsolata ihlette Ljerka Šram zágrábi színésznővel.

## Művei
- Kneginja Jelena (Ivanov néven) Zagreb 1901.
- Sušica. Zagreb 1902.
- Protiv struje (Ivanov néven) Zagreb 1903.
- Južnoslavensko pitanje (Ivanov néven). Zagreb 1918.